# La educación del rey
La educación del rey es una película dramática argentina coescrita y dirigida por Santiago Esteves, siendo su ópera prima. Fue estrenada comercialmente el 24 de agosto de 2018 en Argentina.

## Argumento
Reynaldo Galíndez, alias “Rey”, es un adolescente que escapa de su iniciación como delincuente. Al hacerlo cae en el patio de la casa de Carlos Vargas, un guardia de seguridad retirado. Ambos llegan a un trato en el que el chico le arregla la casa a cambio de que Vargas no le entregue a la policía. A partir de ese momento, empezarán a tejer una relación en el que el guardia de seguridad le explica viejas leyendas de formación de un soberano. Pero el pacto se empieza romper a causa de las consecuencias del robo en el que participó Reynaldo.

## Reparto
- Matías Encinas: Reynaldo Galíndez
- Martín Arroyo: Josué
- Mario Jara: El momia
- Maximiliano Álvarez: Policía calle
- Germán de Silva: Carlos Vargas
- Elena Schnell: Mabel Vargas
- Manuel García Migani: Facundo Vargas
- Alina Rodríguez Hualpa: Silvana

## Recepción crítica
"Entre el policial, el drama y el cine de gángsters, la opera prima de Esteves es una película de aprendizaje, de códigos y una historia de familias sustitutas en plan western suburbano. Rodada en Mendoza y protagonizada por Matías Encinas y Germán De Silva, con la participación de Esteban Lamothe."
Diego Lerer: Micropsia

"El excelente uso de locaciones urbanas y rurales, la potencia narrativa, la solvencia y credibilidad de las actuaciones, y la ductilidad para la puesta en escena hacen de La educación del rey uno de los debuts más estimulantes de un cine argentino que, por suerte, no deja de regalar sorpresas."
Diego Batlle: La Nación